# Província do Canadá

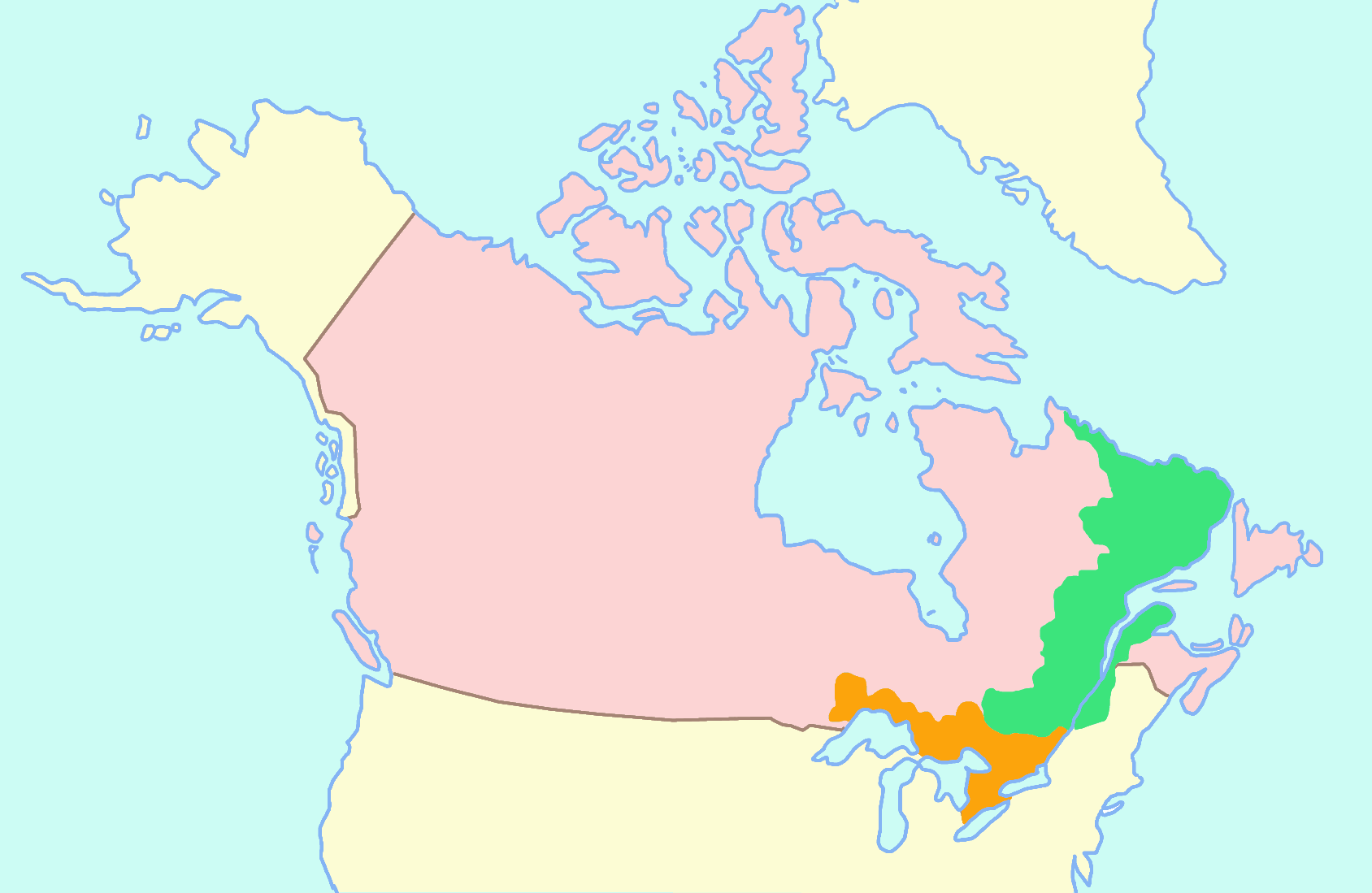
Mapa do Canadá Superior e Canada Inferior, que fundidos deram lugar à Província do Canadá.

A Província do Canadá foi uma colônia do Reino Unido, resultante da fusão do Canadá Superior e do Canadá Inferior de acordo com o Ato de União de 1840, aprovado em 23 de julho de 1840 pelo Parlamento britânico e proclamado pela Coroa em 10 de fevereiro de 1841.